# Gustav Globočnik von Vojka
Gustav Viktor Josef Globočnik von Vojka (tudi Globocnik), avstro-ogrski general, * 10. november 1859, Brestanica,  †  25. september 1946, Dunaj, Avstrija.
Njegov oče Viktor Globočnik je bil poročen s Sofijo roj. Klemenčič. Nazadnje je bil poštni uslužbenec v Zagrebu. V zakonu sta imela sina Gustava in tri hčerke. Gustav je 18. avgusta 1880 v Trstu končal kadetsko šolo za pehotne častnike, pa je zatem služboval kot nižji častnik v naslednjih enotah: 1880–1888: 79. pešpolk, 1889–1890: 27. pešpolk, 1890–1896: 25. pehotna divizija, 1896–1901: 74. pešpolk; 1901–1905  kot major poveljnik kadetske častniške šole v Trstu, 1905–1908: poveljnik celjskega 87. pešpolka in 1908–1912: kot podpolkovnik poveljnik 61. pešpolka.
Med prvo svetovno vojno je sodeloval na srbski, soški in koroški fronti, kjer je bil poveljnik različnih formacij v sestavi 15. korpusa: poveljnik 56. pehotnega polka, 26. gorskega polka, 92. pehotne divizije, 33. pehotne brigade in skupine Globocnik v 10. armadi pod poveljstvom generalpolkovnika Franza Rohra von Denta.
Napredovanja:
- 1. september 1901 - major
- 1. maj 1909 - podpolkovnik
- 10. maj 1912 - polkovnik
- 1. september 1915- generalmajor
- 1. maj 1918 - podmaršal

Naziv plemeniti »Vojka« je dobil 20. februarja 1917. Prejel je tudi številna odlikovanja. Upokojen je bil 1. januarja 1919. Dne 16. septembra 1893 se je na Dunaju poročil z Emmo Julio Wüster, v zakonu pa se jima je 10. januarja 1895 v Przemyslu rodil sin Alexander Valerian Globocnik-Vojka, pozneje ugleden pravnik. 
Bil je tudi častni meščan Brestanice, Domžal in Koprivnika.